# Petar Šegvić
Petar Šegvić (født 25. juni 1930 i Split, død 7. juni 1990 smst.) var en jugoslavisk (kroatisk) roer og olympisk guldvinder.
Šegvić kom med for Jugoslavien ved OL 1952 i Helsinki i firer uden styrmand sammen med Duje Bonačić, Velimir Valenta og Mate Trojanović. Efter at have vundet deres indledende heat vandt de også semifinalen, og i finalen henviste jugoslaverne Frankrig og Finland til henholdsvis sølv- og bronzemedaljerne.

## OL-medaljer
- 1952:  Guld i firer uden styrmand